# T1 (esport)
T1, dříve známý jako SK Telecom T1 je jihokorejský profesionální esportový tým League of Legends, spadající pod organizaci SK Telecom, (SK telecom CS T1 Co., Ltd) vytvořený v roce 2013 jako druhý tým organizace. Je spravován T1 Entertainment & Sports. Tým je od začátku své existence pravidelně zařazován do hlavní, regionální korejské ligy, známé jako LCK (League of Legends Championship Korea).
Bývá považován za jeden z nejlepších esportových týmů světa, především díky jeho historickým úspěchům - SK Telecom T1 je jediný tým v historii League of Legends, kterému se podařilo více než jednou vyhrát Mistrovství světa v League of Legends (WORLDS/World Championship). Konkrétně pětkrát - v letech 2013, 2015, 2016, 2023 a 2024. Jednalo se také o první tým, který přinesl trofej do Koreje a nastolil tak dlouhou éru nadvlády korejské LCK na světové úrovni, která trvala téměř šest let v kuse, až do roku 2018, kdy Mistrovství světa vyhrála čínská LPL liga a jejich tým Invictus Gaming.
Tým je ve světě League of Legends slavný také díky přítomnosti nejslavnějšího esportového hráče League of Legends - kterým je Lee "Faker" Sang-hyeok, čtyřnásobný mistr světa, přezdívaný taky "The Unkillable Demon King". Spolu s ním byl v týmu až do roku 2016 trojnásobný vítěz Worlds - Bae "" Seong-woo.Tým má rivalský vztah s dalšími týmy korejské LCK - týmem KT Rolster, mezi kterým probíhaly na začátku esportové éry v Koreji tzv. "Telecom wars".

## Úspěchy

### Regionální liga
- League of Legends Champions Korea (LCK) - Deset vítězství v domácí lize

### Mezinárodní účast
- League of Legends World Championship (WORLDS) - Čtyři vítězství. Poprvé na Season 3: World Championship, podruhé na 2015 League of Legends Championship, potřetí na League of Legends World Championship 2016, počtvrté na League of Legends World Championship 2023.
- Mid-Season Invitational (MSI) - Dvě vítězství. Poprvé v Mid-Season Invitational 2016. Podruhé v Mid-Season Invitational 2017.
- Intel Extreme Masters - Vítězství v roce 2016.

## Složení týmu
Momentální složení týmu (roster) se váže ke čtrnácté sezóně korejské LCK.

### Hlavní roster:
- Hlavní coach: Kim "kkOma" Jeong-gyun
- Assistant coach: Im "Tom" Jae-hyeon
- Assistant coach: Cho "Mata" Se-hyeong
- Toplane: Choi "Doran" Hyeon-joon
- Jungle: Mun "Oner" Hyeon-jun
- Midlane: Lee "Faker" Sang-hyeok
- Botlane: Lee "Gumayusi" Min-hyeong
- Support: Ryu "Keria" Min-seok

### Sekundární(academy - LCKCL) roster:
- Sekundární Toplane: Sim "Haetae"  Su-hyeon
- Sekundární Jungle: Ha "Vincenzo" Seung-min
- Sekundární Midlane: Moon "Guti" Jeong-hwan
- Sekundární Botlane: Sin "Smash" Gunm-jae
- Sekundární Botlane: Kim "Cypher" Yu-jun
- Sekundární Support: Moon "Cloud" Hyeon-ho